# Distrito de Chitré
Chitré es un distrito de Panamá ubicado en el centro-oeste de la península de Azuero, y se ubica la ciudad de Chitré, capital de la provincia de Herrera. Chitré contaba en 2010 con 50,684 habitantes repartidos en una superficie de 87.8 km², distribuidos en cinco corregimientos.

## Toponimia
Aunque existe una leyenda según la cual el nombre de esta ciudad proviene de un lagarto famoso que habitaba en el vecino río La Villa, llamado "El Chitroso"; existe otra tesis que refiere que deriva de los términos ngöbes "chi" = "pequeño" o "niñito" y el sufijo "tre" que se usa para hacer el plural cuando se trata de personas. Así, "Chi-tré" significaba "niñitos". Existe en el idioma Ngöbe otro término parecido: "chui-tre" (extranjeros), de "chui" == extranjero, más el consabido sufijo "tre" que convierte al término en plural (extranjeros), por tratarse de personas.

## Historia
Con la llegada de los españoles, se inicia la colonización de la península de París y se fundan pequeñas poblaciones, entre ellas, las que llamaron Cubita, cerca del río La Villa, que luego se llamó La Villa de Los Santos. Este era uno de los pueblos más prósperos de Panamá colonial en el litoral Pacífico; sus habitantes se dedicaban a la agricultura y a la ganadería y sus productos agrícolas y ganaderos los enviaban a la capital, desde el puerto fluvial sobre el río La Villa, situado en lo que es hoy día el lugar que llaman Higuerón en la orilla norte (actualmente Chitré). Con la destrucción de Panamá Viejo en 1671 sus habitantes abandonaron la ciudad y muchos se refugiaron en La Villa de Los Santos. Algunos prefirieron hacerla en la orilla norte del río, cerca de la playa en los lugares que se conocen con el nombre de Vivanco, La Caballada, Palos Blancos, Las Bangañitas y Calabazuelas. De tal forma que Chitré empezó a poblarse por el norte, pero por ser un tanto malsanos los lugares anteriores, ya que estaban cerca de manglares y esteros, el caserío se trasladó para el lugar que hoy ocupa.

### Distrito parroquial de Chitré
En 1844, con la cooperación del presbítero Don Esteban Guirior, se estableció en Chitré, por primera vez la Parroquia de San Juan Bautista. Cuatro años después, con el concurso del General Tomás Herrera como gobernador de la provincia de Panamá, eleva a las poblaciones de Chitré, Monagrillo y La Arena a la categoría de Distrito Parroquial. Por medio de la Ordenanza del 19 de octubre de 1848 expedida por la Cámara Provincial de Panamá, la que ordenó en su artículo 1º inciso 4 y que dice así: "Se erigen Distrito Parroquial a Chitré en el Cantón de Los Santos, compuesto de los sitios Chitré, Monagrillo y La Arena, que se separan del Cantón de Los Santos".

### Provincia de Azuero
En 1850 se crea la provincia de Azuero, a partir de los Cantones de Parita, Los Santos y el distrito parroquial de Santa María, con capital en la ciudad de La Villa de Los Santos. Agricultores y comerciantes de los pueblos y caseríos que formaban el norte y centro de la península de Azuero, se daban cita en Chitré para embarcar sus escasos productos por el puerto, con lo cual inicia el auge del poblado. El distrito parroquial de Chitré, al ser parte del cantón de Los Santos, fue uno de los distritos fundadores de la provincia de Azuero.

### Departamento de Los Santos
Con la desintegracíón de la provincia de Azuero en el año 1855, bajo la nueva denominación de Distrito de Chitré, pasa a formar parte del Departamento de Los Santos. Su primer alcalde fue José Concepción Ríos.

## División político-administrativa
Está conformado por cinco corregimientos:
- Chitré
- La Arena
- Monagrillo
- Llano Bonito
- San Juan Bautista

## Demografía
Tiene una población de 52.000 personas,su población es mestiza.